# Helsen (plaats)
Helsen is een stadsdeel van de Duitse plaats Bad Arolsen in de deelstaat Hessen. Helsen grenst aan het noorden van Bad Arolsen en ligt ongeveer 45 km ten westen van Kassel.